# Millersburg (Michigan)
Millersburg – wieś w Stanach Zjednoczonych, w stanie Michigan, w hrabstwie Presque Isle.